# Osmia pamirensis
Osmia pamirensis är en biart som beskrevs av Gussakovsky 1930. Osmia pamirensis ingår i släktet murarbin, och familjen buksamlarbin. Inga underarter finns listade i Catalogue of Life.